# Тоді вузькодзьобий
Тоді вузькодзьобий (Todus angustirostris) — вид сиворакшоподібних птахів родини тодієвих (Todidae).

## Поширення
Ендемік острова Гаїті. Мешкає у вологих лісах різноманітних типів.

## Опис
Тіло завдовжки до 11 см, вагою 6,7 г. Верхня сторона тіла яскраво-зелена. Груди та черево брудно-білі. Горло червоне. Боки блідо-рожеві. Дзьоб довгий та вузький, зверху чорний, знизу червоний з чорним кінчиком.

## Спосіб життя
Мешкає у гірських вологих лісах, вторинних лісах, кавових плантаціях. Живиться комахами. Полює переважно у підліску. Гніздиться з квітня по червень. Гніздо будує у норах завдовжки до 30 см. У кладці 3-4 глянцевих білих яйця.